# Concino Concini

Stemma ConciniEse

Concino Concini (Firenze, 23 novembre 1569 – Parigi, 24 aprile 1617) è stato un politico italiano.

## Biografia

### Formazione
Apparteneva ad un'antichissima e nobile famiglia toscana direttamente discendente dai Conti di Catenaia. Venne annoverata tra i Principi del Sacro Romano Impero già da Federico Barbarossa. Figlio di Giovanni Battista Concini, uditore e primo segretario del granduca di Toscana, e di Camilla Miniati, nacque a Firenze il 23 novembre 1569. Dopo aver compiuto i suoi studi all'Università di Pisa, ottenne di recarsi in Francia al seguito di Maria de' Medici quando questa sposò il re Enrico IV. Nel corso del viaggio verso la Francia conquistò la più intima confidente di Maria de' Medici, Leonora Dori Galigai. Dopo mesi di trattative, il Concini e Leonora si sposarono il 12 luglio 1601, con una ricca dote che fu versata dalla regina.

### Alla corte di Francia
Nel 1605 ottenne la carica di maître d'hôtel della regina e nel 1608 quella di premier écuyer della regina, contro il versamento di 30.000 lire tornesi. Le cariche ottenute gli consentirono di ammassare una piccola fortuna, che investì in acquisti immobiliari.
Divenuta Maria reggente del trono di San Luigi per il figlio minorenne (il futuro Luigi XIII) dopo l'assassinio del marito nel 1610, Concino Concini fu coperto d'incarichi e riconoscimenti: fu nominato maresciallo d'Ancre, sovrintendente della Camera della Regina, governatore di Péronne, Roye e Montdidier, e maresciallo e Pari di Francia nel 1613 e Primo Ministro nel 1614. Difese le prerogative della Famiglia Reale contro l'arroganza dei nobili e fece entrare nel Consiglio di Reggenza il suo pupillo Armand-Jean du Plessis, futuro Cardinale di Richelieu.

### Influenza e nemici politici
Questa politica fece sì che sul Concini si focalizzasse l'odio di tutto il popolo francese, dalla nobiltà, esclusa dagli incarichi a corte e costretta ai taglieggiamenti della coppia, fino alle classi popolari, che mal sopportavano il potere di questi toscani diventati praticamente padroni della Francia. Nonostante ciò, Concini vide crescere sempre di più la propria influenza politica: nel 1616 chiese ed ottenne le dimissioni del cancelliere Brûlart de Sillery e fece nominare ministri Richelieu, Mangot e Barbin.

### La morte
La nobiltà francese, esasperata dallo strapotere di Concini, trovò infine l'appoggio del giovane Luigi XIII, che decise di prendere in mano la situazione ed esautorare la regina madre: il 24 aprile 1617 il ministro veniva ucciso a colpi di pistola nel cortile del Louvre, in seguito ad un complotto organizzato dal re e dal suo maestro di caccia col falcone, Carlo d'Albert, duca di Luynes, che pure dal Concini era stato proposto al giovane sovrano. L'esecuzione dell'assassinio fu diretta dal barone di Vitry, Nicolas de L'Hospital, capitano delle guardie reali; fu necessario uccidere il potente toscano e non semplicemente arrestarlo, perché egli poteva contare su un piccolo esercito personale di 7.000 uomini, oltre alla protezione di varie clientele ed amicizie altolocate.
L'odio del popolo nei suoi confronti non si placò con l'omicidio: il cadavere di Concini fu infatti impiccato e lasciato appeso alcuni giorni in pubblica piazza. Si tentò poi di dargli sepoltura, nottetempo e di nascosto nella chiesa di Saint-Germain-l'Auxerrois, ma dopo poco un gruppo di facinorosi ne violò la tomba e fece a pezzi il cadavere, disperdendo o bruciandone le membra; le ceneri furono poi in parte vendute a peso, in parte gettate nella Senna.
Sua moglie, che la regina non poté difendere perché a sua volta esautorata dal figlio e confinata nel castello di Blois, fu accusata di stregoneria e decapitata il successivo 8 luglio in Place de Grève a Parigi. I beni della coppia, tra cui il castello di Lésigny e il palazzo parigino di Rue de Tournon, furono confiscati e assegnati al Duca di Luynes, suo assassino. Il loro figlio Enrico Concini, nato nel 1605, dovette fuggire dalla Francia e riparare a Firenze, dove morì nel 1631.

## Discendenza
Concino e Leonora ebbero due figli:
- Enrico Concini (Parigi, battezzato l'8 luglio 1603 - Firenze, 1631). Dopo l'assassinio del padre rimase in carcere per 5 anni, prima di essere liberato e fornito di una pensione di 2000 scudi e trasferirsi a Firenze, dove riacquisì il titolo di Conte della Penna. Mori nel 1631 di peste, dopo aver comunque generato prole.
- Maria Concini (Parigi, battezzata nel marzo 1608 - Parigi, 2 gennaio 1617). La morte prematura della figlia fece cadere il Concini in un'acuta malinconia durante la quale confidò profeticamente a Bassompierre:

(Mémoires du cardinal de Richelieu, a c. di L. Lavollée, I-II, Paris 1907-09, II, p. 107)

## Teatro
Tra le opere teatrali in cui figura la personalità di Concini si può annoverare quella di Alessandro Nini La marescialla d'Ancre del 1835, ritenuta la migliore dell'artista. Protagonista dell'opera è la moglie di Concino, Leonora Dori Galigai, la marescialla d'Ancre, titolo derivato da quello con cui era solito farsi chiamare il marito.